# Villa Wagner II
La Villa Wagner II est une villa construite en 1912/1913 selon les plans d'Otto Wagner à Hüttelbergstrasse dans le quartier de Hütteldorf du District viennois de Penzing.

## Histoire

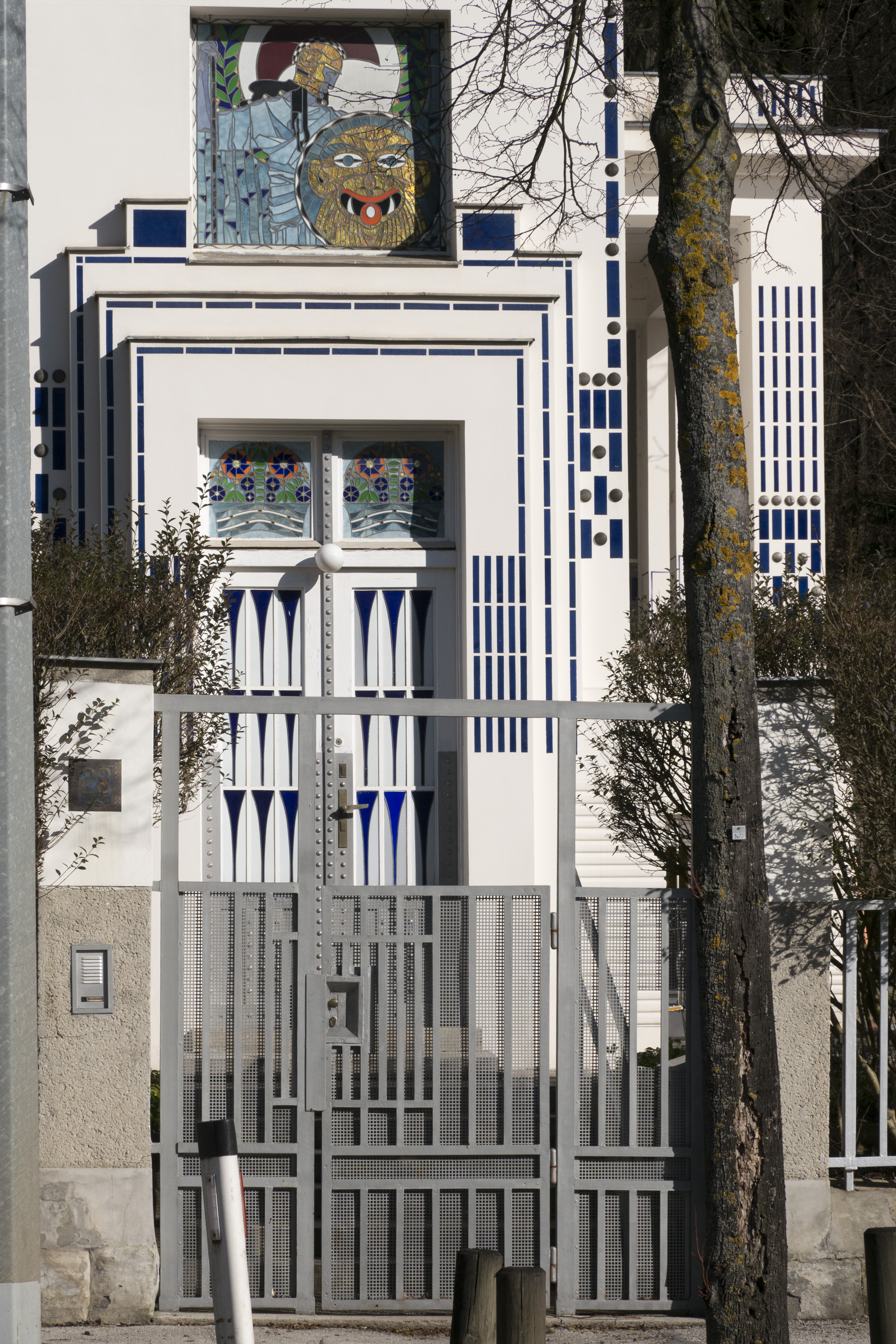
Portail d'entrée avec mosaïque de Koloman Moser

Après qu'Otto Wagner eut vendu sa première villa (la Villa Wagner I) à Hütteldorf à l'entrepreneur de spectacles Ben Tieber en 1911, il fit construire une villa plus modeste en béton armé sur la propriété voisine à partir de 1912. Les avant-projets, à peine modifiés, datent de 1905. Le bâtiment, achevé en 1913, était destiné à être la résidence d'une veuve pour sa femme, qui avait presque 20 ans de moins que lui, mais elle est décédée en 1915. La maison est considérée comme la dernière résidence de l'architecte. En avril 1918, il n'est pas mort ici, mais dans son appartement de ville de la Döblergasse dans le 7ème District de Vienne.

## Disposition
Contrairement à sa première villa, qui présentait des éléments historicistes, sa deuxième villa peut être attribuée au mouvement Sécession qui, à Vienne, est associé à l'Art Nouveau, bien que sa géométrie souvent stricte diffère grandement de l'Art Nouveau, qui utilise des éléments floraux. En tant que bâtiment Sécession tardif avec des éléments cubiques et une façade asymétrique, la villa a un arrangement dense de fenêtres étroites et hautes du côté de la rue. Une mosaïque de verre au-dessus du portail d'entrée représentant une scène de la mythologie grecque a été conçue par Koloman Moser et exécutée par l'atelier de mosaïque de Leopold Forstner à Vienne. Les autres éléments de conception sont des ornements de façade bleus et un toit plat avec une corniche en saillie. Une armoire de salle à manger de trois mètres de haut pour les verres, qui faisait partie de l'intérieur d'origine, se trouve maintenant dans la collection du Musée des Arts Appliqués de Vienne.

## Littérature
- Manuel Dehio Vienne. X. au XIX. et XXI. à XXIII. district. Verlag Anton Schroll, Vienne 1996.